# (143) Adria
Adria és l'asteroide núm. 143 de la sèrie. Fou descobert el 23 de febrer del 1875 des de la ciutat de Pula (península d'Ístria, a Croàcia, per en Johann Palisa (1848-1925). És un asteroide força gran del cinturó principal. El seu nom es deu a la mar Adriàtica que banya la ciutat de Pula. Una ocultació d'Adria fou reportada fa temps, el 21 d'agost del 2000, des del Japó. Es va observar quelcom de forma esfèrica i de mida 98 per 86 km.